# Sebastian Schüler
Sebastian Schüler (* 1976 in Bad Soden am Taunus) ist ein deutscher Religionswissenschaftler.

## Leben
Von 1996 bis 2004 studierte er vergleichende Religionswissenschaft und Kulturanthropologie/Europäische Ethnologie (Magister Artium) an der Goethe-Universität. Nach der Promotion (2004–2010) an der WWU Münster war er von 2013 bis 2019 Juniorprofessor für Religionswissenschaft am Religionswissenschaftlichen Institut der Universität Leipzig. Seit 2019 ist er Professor für Religionswissenschaft am Religionswissenschaftlichen Institut in Leipzig.
Seine Forschungsschwerpunkten sind Cognitive Science of Religion, das Evangelikale und Charismatische Christentum (USA und Europa), Formen Alternativer Religiosität, die Religionsästhetik, Theorien zu religiösen Bewegungen und qualitative Methoden der Religionswissenschaft.

## Schriften (Auswahl)
- als Herausgeber mit Tobias Müller und Karsten Schmidt: Religion im Dialog. Interdisziplinäre Perspektiven – Probleme – Lösungsansätze. Göttingen 2009, ISBN 978-3-525-56444-8.
- Religion, Kognition, Evolution. Eine religionswissenschaftliche Auseinandersetzung mit der Cognitive Science of Religion. Stuttgart 2012, ISBN 978-3-17-021833-8.
- als Herausgeber mit Lutz Greisiger und Alexander van der Haven: Religion und Wahnsinn um 1900: zwischen Pathologisierung und Selbstermächtigung. Baden-Baden 2017, ISBN 3-95650-279-5.